# Сатанізм у США
Сатанізм в США — прихильники віровчення сатанізму, що проживають в США.

## Історія
На початку 1970-х інтерес до окультизму в американській культурі був настільки високим, що TIME присвятив цій темі оповідь, і велика частина її була зосереджена на сатанізмі. Як зазначається в історії, ідея «диявола» є стародавньою, передує старому заповіту, який називав сатану. На початку християнства розвинулась теологія про Сатану, а також посилилася його свобода волі та сила в релігійних історіях. Розповіді поза біблійним каноном розширили цю характеристику; до 13 століття Сатана вважався достатньо могутнім (і популярним), щоб бути гідним засудження.
Але існування сатаністів як організованої громадської групи в Сполучених Штатах є набагато новішим явищем, багато з яких можна віднести до однієї людини: Антона Шандора Ла Вея, автора «Сатанинської Біблії» 1969 року. Ла Вей заснував Церкву Сатани в 1966 році в Сан-Франциско. Як пояснив TIME у 1972 році, організація Ла Вея не була страшним сатанізмом релігійної уяви:
Церкву Ла Вея та її гілки цілком можна назвати «унітарним» крилом окультизму. Учасники користуються одними з найяскравіших атрибутів окультизму, але магія для них — це здебільшого психодрама або звичайний карнавальний хокум. Вони звертаються до Сатани не як до надприродної істоти, а як до символу людського самозадоволення, якому вони насправді поклоняються. Вони зверхньо дивляться на тих, хто справді вірить у надприродне, зло чи інше.
Церква Ла Вея організована, зареєстрована та захищена законами Каліфорнії. 42-річний Ла Вей припинив оприлюднювати дані про членство, коли кількість його послідовників, які згруповані в місцевих «гротах», досягла 10 000. Найбільш вражаюча річ про членів Церкви Сатани (один з яких зображений на обкладинці TIME) полягає в тому, що замість того, щоб бути екзотичними, вони майже банальні у своїй нормі. Їхнім найпідступнішим внеском у зло є їхня рішуча відданість тваринній природі людини, позбавлена будь-якого духовного виміру чи думки про самопожертву. Немає можливості досягти, кажучи відомими термінами Браунінга, — тільки охоплення. Прикриваючись уникненням лицемірства, вони активно переслідують матеріалістичні цінності заможного суспільства — без жодних докорів сумління, щоб припустити, що може бути щось більше.
25 липня 2015 року члени Сатанинського храму відкрили пам'ятник Бафомету у місті Детройт. Джекс Блекмор, директор Сатанинського храму в Детройті, каже, що ця негативна реакція є результатом років «глибокого нерозуміння» сатанізму.

## Організації
- Церква Сатани — перша офіційно зареєстрована організація, яка заявила про сатанізм як свою ідеологію, при цьому під сатанізмом розуміється не «класичне» поклоніння дияволу, а свобода від християнських догм. На даний момент серед сатаністських організацій Церква Сатани володіє найрозвинутішою та найсильнішою інтернаціональною структурою. Церква має близько 700 000 членів по всьому світі.

- Храм Сета — окультний орден, заснований 1975 року. Як один із новітніх релігійних рухів та форма західного езотеризму, Орден сповідує релігію, відому як сетіанізм, а самі її сповідувачі називають себе сетіанцями. Храм Сета в США 1975 року заснував Майкл Аквіно — американський політолог, військовий офіцер і високопоставлений член організації «Церква Сатани» Антона Ла-Вея. Незадоволений напрямком, у якому вів свою церкву Ла-Вей, Аквіно покинув організацію і, за його ж словами, провів ритуал викликання Сатани.

- «Сатанинський храм» — американська група громадських активістів, яка має статус релігійної організації та використовує сатанинську символіку для пропаганди егалітаризму, соціальної справедливості та секуляризму. Група займається громадською діяльністю, політичним лобіюванням і висміюванням відносин між державою і християнськими організаціями. Представники «Сатанинського храму» заявляють, що Сатана є для них не надприродною істотою, а літературним образом, символом «вічного заколотника» проти свавілля влади і соціальних норм.